# Saikojiman gwaenchana
Saikojiman gwaenchana (hangul: 사이코지만 괜찮아) je južnokorejska televizijska serija. Glavne uloge su igrali Kim Soo-hyun i Seo Ye-ji.

## Uloge
- Kim Soo-hyun – Moon Gang-tae
- Seo Ye-ji – Ko Moon-young
- Oh Jung-se – Moon Sang-tae
- Park Kyu-young – Nam Ju-ri

## Vanjske poveznice
- Službena stranica